# 장선미
장선미는 대한민국의 가수, 뮤지컬 배우다.

## 방송
- 찬쉼 CCM 페스티벌 (2009) - 금상

## 음반
- 2009 Chanshim CCM Festival (2010)
- 니가 없는 내일 (2015)

### TwoMe
- TwoMe (2016)

## 공연
- 마법사들 (2010-2011) - 자은 역
- 마법사들 시즌2 (2010) - 자은 역
- 짝사랑 (2012) - 예솔이 역
- 비커밍맘 (2018) - 홍지은 역
- 비커밍맘2 (2019) - 홍지은 역
- 마마누요 (2020) - 프리마돈나 역